# Leucilla
Leucilla é um gênero de esponja marinha da família Amphoriscidae.

## Espécies
- Leucilla amphora Schmidt in Haeckel, 1872
- Leucilla capsula (Haeckel, 1870)
- Leucilla echina (Haeckel, 1870)
- Leucilla echinus (Haeckel, 1870)
- Leucilla hirsuta Tanita, 1942
- Leucilla leuconoides (Bidder, 1891)
- Leucilla minuta Tanita, 1941
- Leucilla nuttingi (Urban, 1902)
- Leucilla uter Poléjaeff, 1884